# Ivan Murray Johnston
Ivan Murray Johnston (* 28. Februar 1898 in Los Angeles; † 31. Mai 1960 in Jamaica Plain, Massachusetts) war ein US-amerikanischer Botaniker. Sein offizielles botanisches Autorenkürzel lautet „I.M.Johnst.“; früher war auch das Kürzel „Johnst.“ in Gebrauch.

## Leben und Wirken
Johnston wurde 1898 geboren und studierte von 1916 bis 1919 am Pomona College in Claremont (Kalifornien). Während seines Studiums begann er, Pflanzen und Gräser in Südkalifornien, vor allem im Los Angeles County, zu sammeln; dabei entwickelte er eine besondere Vorliebe für Pflanzen auf sumpfigen Böden. Sein Talent wurde schnell entdeckt und besonders von Samuel Bonsall Parish (1838–1928) gefördert.
1925 zog er nach Boston, um seine Studien an der Harvard University fortzusetzen; dort blieb er bis zu seinem Tod im Jahr 1960. Die von ihm in Kalifornien gesammelten Pflanzen werden im Rancho Santa Ana Botanic Garden in Claremont aufbewahrt; die Sammlungen aus Massachusetts befinden sich heute im Gray Herbarium der Harvard University.
In Harvard spezialisierte sich Johnston auf die Familie der Raublattgewächse (Boraginaceae), zu denen er unter dem Titel Studies in the Boraginaceae 31 wissenschaftliche Veröffentlichungen schrieb. Er konnte 215 neue Arten der Familie erstbeschreiben, was etwa 10 % aller Raublattgewächse entspricht. 1927 wurde er in die American Academy of Arts and Sciences gewählt.

## Dedikationsnamen
Ihm zu Ehren wurden die Gattungen Johnstonella Brand, Ivanjohnstonia Kazmi und Sinojohnstonia Hu aus der Pflanzenfamilie der Raublattgewächse (Boraginaceae) sowie Ivania  O.E.Schulz aus der Familie der Kreuzblütler (Brassicaceae) benannt.
Auch die Artepitheta der Pflanzenarten Arabis johnstonii Munz, Galium johnstonii Dempster & Stebbins, Mimulus johnstonii A.L.Grant und Peniocereus johnstonii Britton & Rose sind nach ihm benannt.